# The Gutter Twins
I Gutter Twins sono un gruppo musicale statunitense, formatosi nel 2003 dalla collaborazione di Mark Lanegan e di Greg Dulli, rispettivamente ex-cantanti degli Screaming Trees e degli Afghan Whigs.

## Carriera
La collaborazione fra i due artisti ha inizio nel 2000, quando Lanegan canta in alcune canzoni (Number Nine e Live with Me) dei Twilight Singers di Dulli. A dicembre 2003 i due artisti iniziano a lavorare alle canzoni che saranno poi contenute nell'album d'esordio del gruppo
Cominciano a fare tour insieme nel 2006 e nel 2007 (a cui partecipa anche il gruppo italiano Afterhours). Intanto il progetto Gutter Twins prende lentamente vita, il numero di canzoni aumenta e i "due" firmano un contratto per l'etichetta discografica Sub Pop di Seattle. L'annuncio del loro debutto arriva a settembre 2007. L'album Saturnalia è uscito il 4 marzo 2008, seguito a settembre dall'EP Adorata.
Il 22 febbraio 2022, all'età di 57 anni, Mark Lanegan è stato trovato privo di vita nella sua casa a Killarney, in Irlanda; le cause del decesso non sono state ancora rese note.

## Discografia

### Album
- Saturnalia, Sub Pop records, 2008

### EP
- Adorata, Sub Pop records, 2008

## Singoli
- Idle Hands , Sub Pop records, 2008
- God's Children, Sub Pop records, 2008